# Marie Delna
Maria Ledán o Ledant, més coneguda com a Marie Delna (París, 3 d'abril, 1875 - 22 de juliol de 1932) fou una cantatriu dramàtica parisenca.
Va treballar en l'Òpera Còmica i l'Òpera. Les seves principal creacions foren: Didon a Les Troyens i Cassandra de La prise de Troie ambdues de Berlioz; Charlotte, a Werther de Massenet; Meala, a Paul et Virginia de Coquard; també va cantar Orfeu i Eurídice de Gluck, Le Prophète de Giacomo Meyerbeer, La Favorite de Donizetti, Carmen de Bizet, Don Giovanni de Mozart, etc.